# Bebe Rexha/Diskografie
Diese Diskografie ist eine Übersicht über die musikalischen Werke der US-amerikanischen Popsängerin Bebe Rexha. Den Quellenangaben und Schallplattenauszeichnungen zufolge hat sie bisher mehr als 79,1 Millionen Tonträger verkauft, davon alleine in ihrer Heimat über 46,5 Millionen. Ihre erfolgreichste Veröffentlichung ist die Single Meant to Be mit über 14,8 Millionen verkauften Einheiten.

## Alben

### Studioalben
| Jahr | Titel Musiklabel                   | Höchstplatzierung, Gesamtwochen, AuszeichnungChartplatzierungen (Jahr, Titel, Musiklabel, Platzierungen, Wochen, Auszeichnungen, Anmerkungen) | Höchstplatzierung, Gesamtwochen, AuszeichnungChartplatzierungen (Jahr, Titel, Musiklabel, Platzierungen, Wochen, Auszeichnungen, Anmerkungen) | Höchstplatzierung, Gesamtwochen, AuszeichnungChartplatzierungen (Jahr, Titel, Musiklabel, Platzierungen, Wochen, Auszeichnungen, Anmerkungen) | Höchstplatzierung, Gesamtwochen, AuszeichnungChartplatzierungen (Jahr, Titel, Musiklabel, Platzierungen, Wochen, Auszeichnungen, Anmerkungen) | Höchstplatzierung, Gesamtwochen, AuszeichnungChartplatzierungen (Jahr, Titel, Musiklabel, Platzierungen, Wochen, Auszeichnungen, Anmerkungen) | Anmerkungen                                               |
| Jahr | Titel Musiklabel                   | DE | AT | CH | UK | US | Anmerkungen                                               |
| ---- | ---------------------------------- | --- | --- | --- | --- | --- | --------------------------------------------------------- |
| 2018 | Expectations Warner Music (WMG)    | DE55 (1 Wo.)DE | AT71 (1 Wo.)AT | CH31 (1 Wo.)CH | UK33 (3 Wo.)UK | US13 Platin · (62 Wo.)US | Erstveröffentlichung: 22. Juni 2018 Verkäufe: + 1.220.000 |
| 2021 | Better Mistakes Warner Music (WMG) | — | — | — | — | US140 (1 Wo.)US | Erstveröffentlichung: 7. Mai 2021                         |
| 2023 | Bebe Warner Music (WMG)            | — | — | — | — | US132 (1 Wo.)US | Erstveröffentlichung: 28. April 2023 Verkäufe: + 40.000   |

### EPs
| Jahr | Titel Musiklabel                                             | Höchstplatzierung, Gesamtwochen, AuszeichnungChartplatzierungen (Jahr, Titel, Musiklabel, Platzierungen, Wochen, Auszeichnungen, Anmerkungen) | Höchstplatzierung, Gesamtwochen, AuszeichnungChartplatzierungen (Jahr, Titel, Musiklabel, Platzierungen, Wochen, Auszeichnungen, Anmerkungen) | Höchstplatzierung, Gesamtwochen, AuszeichnungChartplatzierungen (Jahr, Titel, Musiklabel, Platzierungen, Wochen, Auszeichnungen, Anmerkungen) | Höchstplatzierung, Gesamtwochen, AuszeichnungChartplatzierungen (Jahr, Titel, Musiklabel, Platzierungen, Wochen, Auszeichnungen, Anmerkungen) | Höchstplatzierung, Gesamtwochen, AuszeichnungChartplatzierungen (Jahr, Titel, Musiklabel, Platzierungen, Wochen, Auszeichnungen, Anmerkungen) | Anmerkungen                                              |
| Jahr | Titel Musiklabel                                             | DE | AT | CH | UK | US | Anmerkungen                                              |
| ---- | ------------------------------------------------------------ | --- | --- | --- | --- | --- | -------------------------------------------------------- |
| 2015 | I Don’t Wanna Grow Up Warner Music (WMG)                     | — | — | — | — | — | Erstveröffentlichung: 12. Mai 2015                       |
| 2017 | All Your Fault: Pt. 1 Warner Music (WMG)                     | — | — | CH55 (1 Wo.)CH | — | US51 (6 Wo.)US | Erstveröffentlichung: 17. Februar 2017 Verkäufe: + 5.000 |
| 2017 | All Your Fault: Pt. 2 Warner Music (WMG)                     | — | — | — | — | US33 (40 Wo.)US | Erstveröffentlichung: 11. August 2017 Verkäufe: + 87.500 |
| 2023 | I’m Good (Blue) – The Complete Collection Warner Music (WMG) | DE— aDE | AT— aAT | CH— aCH | UK— aUK | US— aUS | Erstveröffentlichung: 17. Januar 2023 mit David Guetta   |
| 2023 | Pride Party by Bebe Rexha Warner Music (WMG)                 | — | — | — | — | — | Erstveröffentlichung: 23. Juni 2023                      |

## Singles

### Als Leadmusikerin
| Jahr | Titel Album                                                        | Höchstplatzierung, Gesamtwochen, AuszeichnungChartplatzierungen (Jahr, Titel, Album, Platzierungen, Wochen, Auszeichnungen, Anmerkungen) | Höchstplatzierung, Gesamtwochen, AuszeichnungChartplatzierungen (Jahr, Titel, Album, Platzierungen, Wochen, Auszeichnungen, Anmerkungen) | Höchstplatzierung, Gesamtwochen, AuszeichnungChartplatzierungen (Jahr, Titel, Album, Platzierungen, Wochen, Auszeichnungen, Anmerkungen) | Höchstplatzierung, Gesamtwochen, AuszeichnungChartplatzierungen (Jahr, Titel, Album, Platzierungen, Wochen, Auszeichnungen, Anmerkungen) | Höchstplatzierung, Gesamtwochen, AuszeichnungChartplatzierungen (Jahr, Titel, Album, Platzierungen, Wochen, Auszeichnungen, Anmerkungen) | Anmerkungen |
| Jahr | Titel Album                                                        | DE | AT | CH | UK | US | Anmerkungen |
| ---- | ------------------------------------------------------------------ | --- | --- | --- | --- | --- | --- |
| 2014 | I Can’t Stop Drinking About You I Don’t Wanna Grow Up              | — | — | — | — | — | Erstveröffentlichung: 29. April 2014                                                                                       |
| 2014 | Gone –                                                             | — | — | — | — | — | Erstveröffentlichung: 19. Dezember 2014                                                                                    |
| 2014 | I’m Gonna Show You Crazy I Don’t Wanna Grow Up                     | — | — | — | — | — | Erstveröffentlichung: 19. Dezember 2014 Verkäufe: + 320.000                                                                |
| 2016 | No Broken Hearts –                                                 | DE92 (3 Wo.)DE | — | — | — | — | Erstveröffentlichung: 16. März 2016 Verkäufe: + 80.000; feat. Nicki Minaj                                                  |
| 2016 | I Got You All Your Fault Pt. 1 • Expectations                      | DE67 (8 Wo.)DE | AT60 (8 Wo.)AT | CH60 (13 Wo.)CH | UK91 Silber · (3 Wo.)UK | US43 Platin · (13 Wo.)US | Erstveröffentlichung: 28. Oktober 2016 Verkäufe: + 1.726.666                                                               |
| 2017 | Bad Bitch All Your Fault Pt. 1                                     | — | — | — | — | — | Erstveröffentlichung: 17. Februar 2017 Verkäufe: + 40.000; feat. Ty Dolla Sign                                             |
| 2017 | F.F.F. All Your Fault Pt. 1                                        | — | — | — | — | — | Erstveröffentlichung: 17. Februar 2017                                                                                     |
| 2017 | The Way I Are (Dance with Somebody) All Your Fault Pt. 2           | — | — | — | — | — | Erstveröffentlichung: 12. Mai 2017 feat. Lil Wayne; Original: Whitney Houston – I Wanna Dance with Somebody (Who Loves Me) |
| 2017 | That’s It All Your Fault Pt. 2                                     | — | — | — | — | — | Erstveröffentlichung: 3. August 2017 feat. 2 Chainz & Gucci Mane                                                           |
| 2017 | Meant to Be All Your Fault Pt. 2 • Expectations                    | DE57 Gold · (16 Wo.)DE | AT49 (16 Wo.)AT | CH34 Gold · (30 Wo.)CH | UK11 ×2Doppelplatin · (28 Wo.)UK | US2 Diamant + Platin · (52 Wo.)US | Erstveröffentlichung: 20. Oktober 2017 Verkäufe: + 14.880.000; feat. Florida Georgia Line                                  |
| 2017 | Home Bright: The Album                                             | DE27 (19 Wo.)DE | AT32 (16 Wo.)AT | CH39 (21 Wo.)CH | UK64 Gold · (5 Wo.)UK | US90 Platin · (5 Wo.)US | Erstveröffentlichung: 17. November 2017 Verkäufe: + 1.710.000; mit Machine Gun Kelly & X Ambassadors                       |
| 2017 | Count on Christmas A Christmas Story Live!                         | — | — | — | — | — | Erstveröffentlichung: 15. Dezember 2017                                                                                    |
| 2018 | Expectations                                                       | — | — | — | — | — | Erstveröffentlichung: 13. April 2018                                                                                       |
| 2018 | I’m a Mess Expectations                                            | DE86 Gold · (6 Wo.)DE | — | CH93 (2 Wo.)CH | UK77 Gold · (11 Wo.)UK | US35 ×2Doppelplatin · (20 Wo.)US | Erstveröffentlichung: 15. Juni 2018 Verkäufe: + 3.540.000                                                                  |
| 2019 | Last Hurrah –                                                      | DE84 (3 Wo.)DE | AT70 (1 Wo.)AT | CH77 (8 Wo.)CH | UK50 Silber · (12 Wo.)UK | US98 Gold · (1 Wo.)US | Erstveröffentlichung: 15. Februar 2019 Verkäufe: + 805.000                                                                 |
| 2019 | Not 20 Anymore –                                                   | — | — | — | — | — | Erstveröffentlichung: 30. August 2019                                                                                      |
| 2019 | You Can’t Stop the Girl Maleficent: Mächte der Finsternis (O.S.T.) | — | — | — | — | — | Erstveröffentlichung: 20. September 2019                                                                                   |
| 2020 | Baby, I’m Jealous Better Mistakes                                  | DE— bDE | — | — | UK86 (1 Wo.)UK | US58 Gold · (1 Wo.)US | Erstveröffentlichung: 8. Oktober 2020 Verkäufe: + 500.000; feat. Doja Cat                                                  |
| 2021 | Sacrifice Better Mistakes                                          | — | — | — | — | — | Erstveröffentlichung: 5. März 2021 Verkäufe: + 25.000                                                                      |
| 2021 | Sabotage Better Mistakes                                           | — | — | — | — | — | Erstveröffentlichung: 16. April 2021                                                                                       |
| 2021 | Die for a Man Better Mistakes                                      | — | — | — | — | — | Erstveröffentlichung: 30. April 2021 feat. Lil Uzi Vert                                                                    |
| 2021 | American Citizen –                                                 | — | — | — | — | — | Erstveröffentlichung: 2. Juli 2021                                                                                         |
| 2022 | I’m Good (Blue) I’m Good (Blue) – The Complete Collection • Bebe   | DE1 ×3Dreifachgold · (102 Wo.)DE | AT1 ×4Vierfachplatin · (96 Wo.)AT | CH1 ×8Achtfachplatin · (123 Wo.)CH | UK1 ×3Dreifachplatin · (57 Wo.)UK | US4 ×2Doppelplatin · (48 Wo.)US | Erstveröffentlichung: 26. August 2022 Verkäufe: + 7.503.333; mit David Guetta Original: Eiffel 65 – Blue (Da Ba Dee)       |
| 2023 | Heart Wants What It Wants Bebe                                     | — | — | — | — | — | Erstveröffentlichung: 17. Februar 2023                                                                                     |
| 2023 | Call on Me Bebe                                                    | — | — | — | — | — | Erstveröffentlichung: 31. März 2023                                                                                        |
| 2023 | Satellite Bebe                                                     | — | — | — | — | — | Erstveröffentlichung: 20. April 2023 feat. Snoop Dogg                                                                      |
| 2023 | One in a Million –                                                 | DE— cDE | — | — | UK79 (1 Wo.)UK | — | Erstveröffentlichung: 4. August 2023 mit David Guetta                                                                      |
| 2023 | Heart Still Beating –                                              | — | — | — | UK74 (2 Wo.)UK | — | Erstveröffentlichung: 27. Oktober 2023 mit Nathan Dawe                                                                     |
| 2023 | Deep in Your Love –                                                | — | — | — | — | — | Erstveröffentlichung: 12. Januar 2023 mit Alok                                                                             |
| 2024 | Chase It (Mmm Da Da Da) –                                          | — | — | — | — | — | Erstveröffentlichung: 17. Mai 2024                                                                                         |
| 2024 | I’m the Drama –                                                    | — | — | — | — | — | Erstveröffentlichung: 28. Juni 2024                                                                                        |

### Als Gastmusikerin
| Jahr | Titel Album                                                | Höchstplatzierung, Gesamtwochen, AuszeichnungChartplatzierungen (Jahr, Titel, Album, Platzierungen, Wochen, Auszeichnungen, Anmerkungen) | Höchstplatzierung, Gesamtwochen, AuszeichnungChartplatzierungen (Jahr, Titel, Album, Platzierungen, Wochen, Auszeichnungen, Anmerkungen) | Höchstplatzierung, Gesamtwochen, AuszeichnungChartplatzierungen (Jahr, Titel, Album, Platzierungen, Wochen, Auszeichnungen, Anmerkungen) | Höchstplatzierung, Gesamtwochen, AuszeichnungChartplatzierungen (Jahr, Titel, Album, Platzierungen, Wochen, Auszeichnungen, Anmerkungen) | Höchstplatzierung, Gesamtwochen, AuszeichnungChartplatzierungen (Jahr, Titel, Album, Platzierungen, Wochen, Auszeichnungen, Anmerkungen) | Anmerkungen |
| Jahr | Titel Album                                                | DE | AT | CH | UK | US | Anmerkungen |
| ---- | ---------------------------------------------------------- | --- | --- | --- | --- | --- | --- |
| 2012 | Sink or Swim Introducing Pierce Fulton                     | — | — | — | — | — | Erstveröffentlichung: 6. November 2012 Pierce Fulton feat. Bebe Rexha                                              |
| 2013 | Take Me Home Overtime                                      | DE86 (1 Wo.)DE | AT63 (1 Wo.)AT | — | UK5 Silber · (10 Wo.)UK | US54 Platin · (13 Wo.)US | Erstveröffentlichung: 15. Juli 2013 Verkäufe: + 1.317.500; Cash Cash feat. Bebe Rexha                              |
| 2014 | Hey Mama Listen                                            | DE9 Platin · (42 Wo.)DE | AT5 Gold · (28 Wo.)AT | CH10 Platin · (30 Wo.)CH | UK9 Platin · (25 Wo.)UK | US8 ×4Vierfachplatin · (24 Wo.)US | Erstveröffentlichung: 8. Dezember 2014 Verkäufe: + 6.124.900 David Guetta feat. Afrojack, Nicki Minaj & Bebe Rexha |
| 2015 | All the Way –                                              | — | — | — | — | — | Erstveröffentlichung: 1. Juni 2015 Reykon el Líder feat. Bebe Rexha                                                |
| 2015 | Battle Cry –                                               | — | — | — | — | — | Erstveröffentlichung: 1. Juni 2015 Havana Brown feat. Bebe Rexha & Savi                                            |
| 2015 | That’s How You Know Cornerstone                            | DE65 (9 Wo.)DE | AT12 (14 Wo.)AT | — | — | — | Erstveröffentlichung: 17. Juli 2015 Verkäufe: + 355.000; Nico & Vinz feat. Kid Ink & Bebe Rexha                    |
| 2015 | Me, Myself & I When It’s Dark Out                          | DE7 ×3Dreifachgold · (37 Wo.)DE | AT6 Gold · (30 Wo.)AT | CH11 ×2Doppelplatin · (36 Wo.)CH | UK13 ×2Doppelplatin · (30 Wo.)UK | US7 ×7Siebenfachplatin · (37 Wo.)US | Erstveröffentlichung: 14. Oktober 2015 Verkäufe: + 10.493.700; G-Eazy feat. Bebe Rexha                             |
| 2016 | In the Name of Love The Martin Garrix Experience           | DE14 ×3Dreifachgold · (30 Wo.)DE | AT9 Gold · (28 Wo.)AT | CH10 Platin · (33 Wo.)CH | UK9 ×2Doppelplatin · (30 Wo.)UK | US24 ×3Dreifachplatin · (23 Wo.)US | Erstveröffentlichung: 29. Juli 2016 Verkäufe: + 7.368.333; Martin Garrix feat. Bebe Rexha                          |
| 2017 | Back to You –                                              | DE51 (10 Wo.)DE | AT21 (12 Wo.)AT | CH47 (11 Wo.)CH | UK8 Platin · (14 Wo.)UK | US40 Platin · (10 Wo.)US | Erstveröffentlichung: 21. Juli 2017 Verkäufe: + 2.215.000 Louis Tomlinson feat. Digital Farm Animals & Bebe Rexha  |
| 2018 | Push Back Good Man                                         | — | — | — | — | — | Erstveröffentlichung: 30. März 2018 Ne-Yo feat. Stefflon Don & Bebe Rexha                                          |
| 2018 | Girls Phoenix                                              | DE69 (9 Wo.)DE | AT62 (3 Wo.)AT | CH54 (3 Wo.)CH | UK22 Gold · (10 Wo.)UK | — | Erstveröffentlichung: 11. Mai 2018 Verkäufe: + 555.000 Rita Ora feat. Cardi B, Charli XCX & Bebe Rexha             |
| 2018 | Say My Name 7                                              | DE30 Gold · (22 Wo.)DE | AT25 Gold · (20 Wo.)AT | CH14 (28 Wo.)CH | UK91 Silber · (2 Wo.)UK | US— PlatinUS | Erstveröffentlichung: 26. Oktober 2018 Verkäufe: + 2.238.333; David Guetta feat. J Balvin & Bebe Rexha             |
| 2019 | Call You Mine World War Joy                                | DE55 (8 Wo.)DE | AT32 (9 Wo.)AT | CH42 (9 Wo.)CH | UK54 Silber · (9 Wo.)UK | US56 ×2Doppelplatin · (14 Wo.)US | Erstveröffentlichung: 31. Mai 2019 Verkäufe: + 2.645.000; The Chainsmokers feat. Bebe Rexha                        |
| 2019 | Harder Snacks                                              | — | — | — | UK23 Gold · (14 Wo.)UK | — | Erstveröffentlichung: 12. Juli 2019 Verkäufe: + 505.000; Jax Jones feat. Bebe Rexha                                |
| 2021 | I’m Not Pretty (Remix) –                                   | — | AT— dAT | — | — | — | Erstveröffentlichung: 23. April 2021 Jessia feat. Bebe Rexha                                                       |
| 2021 | Chain My Heart He’s All That (Music from the Netflix Film) | DE100 (1 Wo.)DE | — | — | — | — | Erstveröffentlichung: 11. Juni 2021 Verkäufe: + 20.000; Topic feat. Bebe Rexha                                     |
| 2021 | Family –                                                   | DE— eDE | — | CH78 (1 Wo.)CH | — | — | Erstveröffentlichung: 28. Oktober 2021 David Guetta feat. Bebe Rexha, A Boogie wit da Hoodie & Ty Dolla Sign       |
| 2021 | It’s You, Not Me (Sabotage) –                              | — | — | — | — | — | Erstveröffentlichung: 19. November 2021 Masked Wolf feat. Bebe Rexha                                               |
| 2023 | Stars –                                                    | — | — | — | — | — | Erstveröffentlichung: 19. Mai 2023 Pnau feat. Ozuna & Bebe Rexha                                                   |
| 2023 | If Only I –                                                | — | — | — | — | — | Erstveröffentlichung: 23. Juni 2023 Verkäufe: + 80.000; Loud Luxury & Two Friends feat. Bebe Rexha                 |
| 2024 | My Oh My Tension II                                        | — | — | — | UK63 (1 Wo.)UK | — | Erstveröffentlichung: 11. Juli 2024 Kylie Minogue feat. Bebe Rexha & Tove Lo                                       |

## Musikvideos
| Jahr | Titel                               | Regie                                                |
| ---- | ----------------------------------- | ---------------------------------------------------- |
| 2013 | Take Me Home                        | Djay Brawner                                         |
| 2014 | I Can’t Stop Drinking About You     | Mike Mihail                                          |
| 2015 | I’m Gonna Show You Crazy            | Hannah Lux Davis                                     |
| 2015 | Hey Mama                            | Hannah Lux Davis                                     |
| 2015 | Battle Cry                          | Ashley Evans, Antony Ginandjar, The Squared Division |
| 2015 | Me, Myself & I                      | Taj Stansberry                                       |
| 2016 | No Broken Hearts                    | Dave Meyers                                          |
| 2016 | In the Name of Love                 | Emil Nava                                            |
| 2017 | I Got You                           | Dave Meyers (Original) Jessica Sanders (Dance Video) |
| 2017 | F.F.F.                              | Emil Nava                                            |
| 2017 | The Way I Are (Dance with Somebody) | Director X                                           |
| 2017 | Back to You                         | Craig Moore                                          |
| 2017 | Meant to Be                         | Sophie Muller                                        |
| 2017 | Home                                | David Ayer                                           |
| 2018 | Push Back                           | James Larese                                         |
| 2018 | Girls                               | Helmi                                                |
| 2018 | I’m a Mess                          | Sophie Muller                                        |
| 2018 | Say My Name                         | Hannah Lux Davis                                     |
| 2019 | Last Hurrah                         | Joseph Kahn                                          |
| 2019 | Call You Mine                       | Dano Cerny                                           |
| 2019 | Harder                              | Sophie Muller                                        |
| 2019 | Not 20 Anymore                      | Sophie Muller                                        |
| 2019 | You Can’t Stop the Girl             | Sophie Muller                                        |
| 2020 | Baby, I’m Jealous                   | Hannah Lux Davis                                     |
| 2021 | Sacrifice                           | Christian Breslauer                                  |
| 2021 | Sabotage                            | Christian Breslauer                                  |
| 2021 | Break My Heart Myself               | Christian Breslauer                                  |
| 2021 | Chain My Heart                      | Jason Lester                                         |
| 2022 | I’m Good (Blue)                     | KC Locke                                             |
| 2023 | Heart Wants What It Wants           | Michael Haussman                                     |
| 2023 | Satellite                           | Juan M. Urbina                                       |
| 2023 | Stars                               | Kuba Matyka, Kamila Staszczyszyn                     |
| 2023 | One in a Million                    | Corey Wilson                                         |
| 2024 | Chase It (Mmm Da Da Da)             | Ace Bowerman                                         |

## Autorenbeteiligungen
Bebe Rexha als Autorin in den Charts

| Jahr | Titel Interpretation             | Höchstplatzierung, Gesamtwochen, AuszeichnungChartplatzierungen (Jahr, Titel, Interpretation, Platzierungen, Wochen, Auszeichnungen, Anmerkungen) | Höchstplatzierung, Gesamtwochen, AuszeichnungChartplatzierungen (Jahr, Titel, Interpretation, Platzierungen, Wochen, Auszeichnungen, Anmerkungen) | Höchstplatzierung, Gesamtwochen, AuszeichnungChartplatzierungen (Jahr, Titel, Interpretation, Platzierungen, Wochen, Auszeichnungen, Anmerkungen) | Höchstplatzierung, Gesamtwochen, AuszeichnungChartplatzierungen (Jahr, Titel, Interpretation, Platzierungen, Wochen, Auszeichnungen, Anmerkungen) | Höchstplatzierung, Gesamtwochen, AuszeichnungChartplatzierungen (Jahr, Titel, Interpretation, Platzierungen, Wochen, Auszeichnungen, Anmerkungen) | Anmerkungen                                                   |
| Jahr | Titel Interpretation             | DE | AT | CH | UK | US | Anmerkungen                                                   |
| ---- | -------------------------------- | --- | --- | --- | --- | --- | ------------------------------------------------------------- |
| 2013 | The Monster Eminem feat. Rihanna | DE3 ×3Dreifachgold · (28 Wo.)DE | AT6 Platin · (21 Wo.)AT | CH1 Platin · (23 Wo.)CH | UK1 ×3Dreifachplatin · (25 Wo.)UK | US1 ×8Achtfachplatin · (29 Wo.)US | Erstveröffentlichung: 29. Oktober 2013 Verkäufe: + 12.164.000 |
| 2016 | Team Iggy Azalea                 | — | — | — | UK62 (6 Wo.)UK | US42 Gold · (8 Wo.)US | Erstveröffentlichung: 18. März 2016 Verkäufe: + 560.000       |

Frontcover zu The Monster

## Promoveröffentlichungen
| Jahr | Titel Album                           | Anmerkungen                                             |
| ---- | ------------------------------------- | ------------------------------------------------------- |
| 2018 | 2 Souls on Fire Expectations          | Erstveröffentlichung: 13. April 2018 feat. Quavo        |
| 2018 | Ferrari Expectations                  | Erstveröffentlichung: 13. April 2018                    |
| 2019 | Girl in the Mirror UglyDolls (O.S.T.) | Erstveröffentlichung: 26. April 2019                    |
| 2022 | Break My Heart Myself Better Mistakes | Erstveröffentlichung: 29. Juli 2022 feat. Travis Barker |

## Sonderveröffentlichungen
| Jahr | Titel Album                                      | Anmerkungen |
| ---- | ------------------------------------------------ | --- |
| 2013 | Take Me Home Overtime                            | Erstveröffentlichung: 29. Oktober 2013 Cash Cash feat. Bebe Rexha                                                 |
| 2014 | Hey Mama Listen                                  | Erstveröffentlichung: 21. November 2014 David Guetta feat. Afrojack, Nicki Minaj & Bebe Rexha                     |
| 2014 | This Is Not a Drill Globalization                | Erstveröffentlichung: 21. November 2014 Pitbull feat. Bebe Rexha                                                  |
| 2014 | Yesterday Listen                                 | Erstveröffentlichung: 21. November 2014 David Guetta feat. Bebe Rexha                                             |
| 2015 | Dare You (Acoustic Version) United We Are        | Erstveröffentlichung: 23. Januar 2015 Hardwell feat. Matthew Koma & Bebe Rexha                                    |
| 2015 | Sink or Swim Introducing Pierce Fulton           | Erstveröffentlichung: 7. Juni 2015 Pierce Fulton feat. Bebe Rexha                                                 |
| 2015 | Jingle Bells Welcome to Our Christmas Party      | Erstveröffentlichung: 23. Oktober 2015 Band of Merrymakers feat. Bebe Rexha & Alex & Sierra Original: Traditional |
| 2015 | That’s How You Know Cornerstone                  | Erstveröffentlichung: 30. Oktober 2015 Nico & Vinz feat. Kid Ink & Bebe Rexha                                     |
| 2015 | Me, Myself & I When It’s Dark Out                | Erstveröffentlichung: 4. Dezember 2015 G-Eazy feat. Bebe Rexha                                                    |
| 2018 | Push Back Good Man                               | Erstveröffentlichung: 8. Juni 2018 Ne-Yo feat. Stefflon Don & Bebe Rexha                                          |
| 2018 | Girls Phoenix                                    | Erstveröffentlichung: 23. November 2018 Rita Ora feat. Cardi B, Charli XCX & Bebe Rexha                           |
| 2018 | Say My Name 7                                    | Erstveröffentlichung: 14. September 2018 David Guetta feat. J Balvin & Bebe Rexha                                 |
| 2019 | Call You Mine World War Joy                      | Erstveröffentlichung: 31. Mai 2019 The Chainsmokers feat. Bebe Rexha                                              |
| 2019 | In the Name of Love The Martin Garrix Experience | Erstveröffentlichung: 10. Juli 2019 Martin Garrix feat. Bebe Rexha                                                |
| 2019 | Harder Snacks                                    | Erstveröffentlichung: 12. Juli 2019 Jax Jones feat. Bebe Rexha                                                    |
| 2024 | My Oh My Tension II                              | Erstveröffentlichung: 18. Oktober 2024 Kylie Minogue feat. Bebe Rexha & Tove Lo                                   |

| Jahr | Titel Album                                | Anmerkungen                             |
| ---- | ------------------------------------------ | --------------------------------------- |
| 2017 | Count on Christmas A Christmas Story Live! | Erstveröffentlichung: 19. Dezember 2017 |

| Jahr | Titel Soundtrack                                          | Anmerkungen                                                                   |
| ---- | --------------------------------------------------------- | ----------------------------------------------------------------------------- |
| 2017 | Home Bright                                               | Erstveröffentlichung: 15. Dezember 2017 mit Machine Gun Kelly & X Ambassadors |
| 2019 | Girl in the Mirror UglyDolls                              | Erstveröffentlichung: 26. April 2019                                          |
| 2019 | Beautiful Life Abominable                                 | Erstveröffentlichung: 13. September 2019                                      |
| 2019 | You Can’t Stop the Girl Maleficent: Mächte der Finsternis | Erstveröffentlichung: 18. Oktober 2019 Topic feat. Bebe Rexha                 |
| 2021 | Chain My Heart Einer wie keiner                           | Erstveröffentlichung: 27. August 2021 Topic feat. Bebe Rexha                  |

## Statistik

### Chartauswertung
Die folgenden Statistiken bieten eine Übersicht der Charterfolge von Bebe Rexha in den Album- und Singlecharts. Es ist zu beachten, dass bei den Singlecharts nur Interpretationen und keine Autorenbeteiligungen berücksichtigt wurden.
|                     | DE    | AT    | CH    | UK    | US    |
| ------------------- | ----- | ----- | ----- | ----- | ----- |
| Nummer-eins-Alben   | DE—DE | AT—AT | CH—CH | UK—UK | US—US |
| Top-10-Alben        | DE—DE | AT—AT | CH—CH | UK—UK | US—US |
| Alben in den Charts | DE1DE | AT1AT | CH2CH | UK1UK | US5US |

|                       | DE     | AT     | CH     | UK     | US     |
| --------------------- | ------ | ------ | ------ | ------ | ------ |
| Nummer-eins-Singles   | DE1DE  | AT1AT  | CH1CH  | UK1UK  | US—US  |
| Top-10-Singles        | DE3DE  | AT4AT  | CH3CH  | UK5UK  | US4US  |
| Singles in den Charts | DE17DE | AT14AT | CH14CH | UK19UK | US13US |

### Auszeichnungen für Musikverkäufe
Die Autorenbeteiligung All Hands on Deck (Tinashe) erreichte nicht die Charts der im Artikel aufgeführten Länder, erhielt jedoch eine Goldene Schallplatte für über 35.000 verkaufte Einheiten in Australien.
| Land/RegionAuszeichnungen für Musikverkäufe (Land/Region, Auszeichnungen, Verkäufe, Quellen) | Silber     | Gold       | Platin         | Diamant       | Verkäufe   | Quellen              |
| -------------------------------------------------------------------------------------------- | ---------- | ---------- | -------------- | ------------- | ---------- | -------------------- |
| Australien (ARIA)                                                                            | —          | 3× Gold3   | 39× Platin39   | —             | 2.765.000  | aria.com.au          |
| Belgien (BRMA)                                                                               | —          | 4× Gold4   | 4× Platin4     | —             | 185.000    | ultratop.be          |
| Brasilien (PMB)                                                                              | —          | 3× Gold3   | 15× Platin15   | 5× Diamant5   | 1.570.000  | pro-musicabr.org.br  |
| Chile (IFPI)                                                                                 | —          | —          | Platin1        | —             | 80.000     | Einzelnachweise      |
| Dänemark (IFPI)                                                                              | —          | 6× Gold6   | 12× Platin12   | —             | 1.005.000  | ifpi.dk              |
| Deutschland (BVMI)                                                                           | —          | 7× Gold7   | 5× Platin5     | —             | 3.250.000  | musikindustrie.de    |
| Frankreich (SNEP)                                                                            | —          | 3× Gold3   | —              | 3× Diamant3   | 1.289.265  | snepmusique.com      |
| Griechenland (IFPI)                                                                          | —          | —          | 2× Platin2     | —             | 40.000     | Einzelnachweise      |
| Italien (FIMI)                                                                               | —          | 3× Gold3   | 17× Platin17   | —             | 1.125.000  | fimi.it              |
| Japan (RIAJ)                                                                                 | —          | Gold1      | —              | —             | —          | riaj.or.jp           |
| Kanada (MC)                                                                                  | —          | 4× Gold4   | 36× Platin36   | Diamant1      | 3.840.000  | musiccanada.com      |
| Mexiko (AMPROFON)                                                                            | —          | 3× Gold3   | Platin1        | Diamant1      | 450.000    | amprofon.com.mx      |
| Neuseeland (RMNZ)                                                                            | —          | 3× Gold3   | 31× Platin31   | —             | 930.000    | radioscope.co.nz NZ2 |
| Niederlande (NVPI)                                                                           | —          | 3× Gold3   | 3× Platin3     | —             | 210.000    | nvpi.nl              |
| Norwegen (IFPI)                                                                              | —          | 4× Gold4   | 28× Platin28   | —             | 1.760.000  | ifpi.no              |
| Österreich (IFPI)                                                                            | —          | 4× Gold4   | 5× Platin5     | —             | 210.000    | ifpi.at              |
| Polen (ZPAV)                                                                                 | —          | 6× Gold6   | 14× Platin14   | Diamant1      | 905.000    | olis.pl              |
| Portugal (AFP)                                                                               | —          | 3× Gold3   | 9× Platin9     | —             | 105.000    | Einzelnachweise      |
| Schweden (IFPI)                                                                              | —          | Gold1      | 17× Platin17   | —             | 780.000    | sverigetopplistan.se |
| Schweiz (IFPI)                                                                               | —          | Gold1      | 13× Platin13   | —             | 320.000    | hitparade.ch         |
| Singapur (RIAS)                                                                              | —          | 2× Gold2   | —              | —             | 10.000     | rias.org.sg          |
| Spanien (Promusicae)                                                                         | —          | 2× Gold2   | 12× Platin12   | —             | 640.000    | elportaldemusica.es  |
| Vereinigte Staaten (RIAA)                                                                    | —          | 3× Gold3   | 35× Platin35   | Diamant1      | 46.500.000 | riaa.com             |
| Vereinigtes Königreich (BPI)                                                                 | 5× Silber5 | 4× Gold4   | 14× Platin14   | —             | 11.000.000 | bpi.co.uk            |
| Insgesamt                                                                                    | 5× Silber5 | 73× Gold73 | 313× Platin313 | 12× Diamant12 |            |                      |